# Bonnyville
Bonnyville es un pueblo canadiense situado en la provincia de Alberta.

## Superficie
Bonnyville tiene una superficie de 14,17 km².

## Demografía
En 2021, tenía 6404 habitantes, una densidad poblacional de 452,1 hab./km², y 2986 viviendas.